# Itō Takashi
Itō Takashi (japanisch 伊藤 孝之; * 1894 in Kaba-mura im heutigen Hamamatsu, Präfektur Shizuoka; † 9. Mai 1982 in Hiroshima) war ein japanischer Maler und Holzschnittkünstler der Taishō- und Shōwa-Zeit. Seine Arbeiten zeichnen sich durch feine Landschaftsdarstellungen und eine stilistische Nähe zur Shin-hanga-Bewegung aus.

## Leben
Itō wurde 1894 als Sohn von Itō Kabason (伊藤蒲邨, 1862–1939) im Dorf Kaba geboren. In jungen Jahren zeigte er künstlerisches Talent und wurde zunächst in der Schule durch Mizuno Ibun gefördert. 1913 schloss er die Präfektur-Mittelschule Hamamatsu ab und begann anschließend ein Studium an der Kyōto Kōtō Kōgei Gakkō (京都高等工芸学校, heute: Kyoto Institute of Technology), das er jedoch nicht beendete. Danach studierte er an der Kansai Bijutsuin (関西美術院) und nahm Zeichenunterricht.
1919 begann er ein Studium an der Tōkyō Bijutsu Gakkō (東京美術学校, heute: Tokyo University of the Arts), wo er sich auf Nihonga spezialisierte. Seine Lehrer waren u. a. Yūki Somei und Kaburaki Kiyokata.
Ab Anfang der 1920er-Jahre war Itō als Illustrator für Kinderzeitschriften wie Kodomo no kuni (コドモノクニ, Das Land der Kinder) aktiv. 1922 illustrierte er für die Januarausgabe von Kodomo no kuni die Geschichte Otogitegami (オトギテガミ, Brief aus dem Märchenland) von Iwaya Sazanami und wurde dadurch bekannt. Es folgten zahlreiche weitere Beiträge für Kinder- und Jugendpublikationen.
Gleichzeitig begann Itō mit der Produktion von Holzschnitten. 1922 veröffentlichte er in Zusammenarbeit mit der Watanabe-Holzschnittwerkstatt Werke wie Sumidamura banshū (隅田村晩秋, Spätherbst im Dorf Sumida) und Odai no watashi (小台の渡し, Die Fähre von Odai). Seine Werke thematisierten häufig Landschaften, wobei Itōs Stil im Vergleich zu Kawase Hasui als konzentrierter und reduzierter beschrieben wird.
In den 1930er Jahren stellte er auf mehreren Kunstausstellungen wie der Teiten (帝展) aus. 1932 nahm er an der dritten Ausstellung zeitgenössischer Holzschnitte teil und präsentierte unter anderem Tsukishima no yūshō (月島の夕照, Abendlicht über Tsukishima) und Kyōto Yasaka no sekigo (京都八坂の雪後, Yasaka-Schrein, Kyōto, nach dem Schneefall).
Während des Zweiten Weltkriegs zog sich Itō nach Hirosaki zurück, nachdem sein Haus in Tōkyō 1944 durch Bomben zerstört worden war. Er dokumentierte 1945 die Luftangriffe auf Aomori zeichnerisch.
Nach 1945 wandte sich Itō verstärkt der Selbstfertigung seiner Drucke zu. Besonders die Region Tōhoku wurde zu einem zentralen Motiv seiner Nachkriegsarbeiten. In den 1950er-Jahren beteiligte er sich an der Nihonga-Gruppe Nihongafu (日本画府, Nipputen Art Institute) und stellte dort mehrfach aus. Seine späten Werke entstanden teilweise nach Reisen durch Europa.
Itō starb 1982 im Alter von 88 Jahren an Magenkrebs. Er wurde in Oyama (小山町, Präfektur Shizuoka) beigesetzt.

## Werke (Auswahl)
- Shayō (斜陽, Abendsonne), 1919, Holzschnitt
- Sumidamura banshū (隅田村晩秋, Spätherbst im Dorf Sumida), 1922, Holzschnitt
- Odai no watashi (小台の渡し, Die Fähre von Odai), 1922, Holzschnitt
- Yukichū no tsubaki (雪中の椿, Kamelien im Schnee), 1923, Holzschnitt
- Ashinoko no uke (芦ノ湖の雨景, Regen über dem Ashi-See), 1929, Holzschnitt
- Kyōto Yasaka no sekigo (京都八坂の雪後, Yasaka-Schrein, Kyōto, nach dem Schneefall), 1929, Holzschnitt
- Oirase banshū (奥入瀬晩秋, Spätherbst in Oirase), 1949, Holzschnitt
- Kokuritsu kōen - Towadako nouchi ringoju no yuki (国立公園十和田湖ノ内・林檎樹之雪, Im Nationalpark am Towada-See – Schnee auf Apfelbäumen)
- Susono no Fuji (裾野の富士, Fuji vom Fuß des Berges), 1952, Holzschnitt
- Shimoda hantō Tanabe (下田半島田名部, Tanabe auf der Halbinsel Shimoda), 1958, Holzschnitt

Mehr Itō-Holzschnitte finden sich auf Hanga Gallery. Die Signaturen und Sigel sind durch die Lavenburg Collection dokumentiert.